# Karolin Kaivoja
Karolin Kaivoja (* 20. Oktober 1992 in Kohtla-Järve) ist eine estnische Fußballschiedsrichterassistentin.
Seit 2017 steht sie auf der Liste der FIFA-Schiedsrichter.
Seit September 2019 wird sie als Schiedsrichterassistentin in der UEFA Women’s Champions League eingesetzt. Am 21. Mai 2022 war sie Teil des Schiedsrichtergespanns von Lina Lehtovaara im Finale der UEFA Women’s Champions League 2021/22 zwischen dem FC Barcelona und Olympique Lyon (1:3).
Bei der U-19-Europameisterschaft 2019 in Schottland leitete sie im Team von Ivana Projkovska Gruppenspiele und das Finale zwischen Frankreich und Deutschland.
Kaivoja war unter anderem Schiedsrichterassistentin bei der Europameisterschaft 2022 in England (im Schiedsrichtergespann von Lina Lehtovaara, zusammen mit Chrysoula Kourompylia). Zudem war sie bei der U-20-Weltmeisterschaft 2022 in Costa Rica im Einsatz.
Sie kommt aus einer Schiedsrichterfamilie (auch ihr Vater und ihr Bruder sind Schiedsrichter) und war die erste estnische Schiedsrichterin bei einer Europameisterschaft.